# Velarisierung

Velarisiertes „hartes“ im Russischen

Nicht-velarisiertes „weiches“ [/lʲ/] im Russischen

Mit dem Begriff Velarisierung bezeichnet man in der Phonetik eine Sekundärartikulation, bei der dem Primärlaut mittels einer zusätzlichen approximativen Verengung des Mundraums durch Hebung der Hinterzunge an das Velum ein dunklerer Ton verliehen wird.
Velarisierte Konsonanten werden bei der IPA-Transkription durch ein hochgestelltes «ɣ» [⁠ˠ⁠] oder eine bedeckende Tilde [⁠ɫ⁠]  dargestellt.
In der russischen Sprache kontrastiert beispielsweise ein palatalisiertes weiches [lʲ] mit einem nicht-palatalisierten „harten“ [⁠ɫ⁠]. Diese Velarisierung ist im Russischen bedeutungsunterscheidend. Velarisierte Varianten des /l/ finden sich aber auch in deutschen Dialekten, so im Westfälischen und im Ripuarischen.
Auch in der Standardaussprache des britischen Englisch (Received Pronunciation) unterscheidet man zwischen einem hellen und einem dunklen (velarisierten) /l/. Die Varianten sind jedoch anders als in der russischen Sprache nicht bedeutungsunterscheidend.
Die Variante [⁠ɫ⁠] hat den Vokalbeiklang [⁠ʊ⁠] oder [⁠o⁠], die helle Variante, die in etwa der deutschen entspricht, hat dagegen den Beiklang eines [⁠e⁠] oder [⁠ɪ⁠].
Helles [⁠l⁠] wird vor Vokal oder /⁠j⁠/, dunkles [⁠ɫ⁠] vor allen anderen Lauten und vor einer Sprechpause gesprochen.
Die Bildung des dunklen [⁠ɫ⁠] erlernt man, indem man die Zungenspitze oder das Zungenblatt an den Zahndamm legt und ein [⁠ʊ⁠] oder [⁠o⁠] spricht. Dabei sollten die Lippen weder vorgestülpt noch gerundet werden. Im amerikanischen Englisch wird vorwiegend ein dunkles [⁠ɫ⁠] gesprochen.
Kontrastive Velarisierungen (d. h. die Bedeutung eines sonst gleichlautenden Wortes ändert sich durch die Velarisierung eines seiner Konsonanten) finden sich nicht nur im Russischen, sondern auch in anderen Sprachen wie dem Irisch-Gälischen und dem Malayalam.
Weitere Arten der Sekundärartikulation sind: Palatalisierung, Labialisierung, Laryngalisierung, Glottalisierung und Pharyngalisierung